# Should I Stay or Should I Go
"Should I Stay Or Should I Go" is een nummer van de Britse groep The Clash, afkomstig van het album Combat Rock uit 1982. Het nummer werd in 1981 geschreven en ingezongen door Mick Jones, die in 1983 The Clash zou verlaten. Op 17 september 1982 werd het nummer oorspronkelijk op single uitgebracht en op 18 februari 1991 opnieuw uitgebracht. De single zou gaan over de stormachtige relatie tussen Jones en Ellen Foley, doch Jones heeft dit in het verleden ontkend.

## Achtergrond
In het najaar van 1982 had de plaat buiten thuisland het Verenigd Koninkrijk en Ierland niet zoveel succes. Op 18 februari 1991 werd het nummer opnieuw op single uitgebracht, en werd een wereldwijde hit. De plaat werd een nummer 1-hit in het Verenigd Koninkrijk. In Ierland en Nieuw-Zeeland werd de 2e positie bereikt, in Duitsland de 5e, Denemarken en Zweden de 6e, Frankrijk de 25e en in de Eurochart Hot 100 de 4e positie.   
In Nederland was de plaat op zondag 24 februari 1991 de 365e Speciale Aanbieding bij de KRO op Radio 3 en werd een hit in de destijds twee hitlijsten op de nationale publieke popzender. De plaat bereikte de 6e positie in de Nederlandse Top 40 en piekte op de 3e positie in de Nationale Top 100.
In België bereikte de plaat de 3e positie in zowel de voorloper van de Vlaamse Ultratop 50 als de Vlaamse Radio 2 Top 30. In Wallonië werd géén notering behaald. 
Coverversies van het nummer werden opgenomen door onder meer Ice Cube met Mack 10, Living Colour, Maroon 5, Weezer, Anti-Flag, Die Toten Hosen en Kylie Minogue. In Nederland haalde een contrafact door de Drentse band Titt'n, "Ben je geil of wil je een koekje?", in de zomer van 1998 de 5e positie in de Nederlandse Top 40 op Radio 538 en de 5e positie in de publieke hitlijst; de destijds Mega Top 100 op Radio 3FM.
De plaat werd ook gebruikt in de Netflix-serie Stranger Things.

## NPO Radio 2 Top 2000
| Nummer met noteringen in de NPO Radio 2 Top 2000 | '07  | '08 | '09  | '10  | '11  | '12 | '13  | '14  | '15  | '16  | '17  | '18  | '19  | '20  | '21  | '22  |
| ------------------------------------------------ | ---- | --- | ---- | ---- | ---- | --- | ---- | ---- | ---- | ---- | ---- | ---- | ---- | ---- | ---- | ---- |
| Should I Stay or Should I Go                     | 1745 | -   | 1768 | 1925 | 1831 | -   | 1946 | 1715 | 1921 | 1615 | 1128 | 1799 | 1446 | 1451 | 1936 | 1602 |

1. ↑  Een '-' betekent dat het nummer niet was genoteerd en een vetgedrukt getal geeft de hoogste notering aan.
2. ↑  2007 was het eerste jaar met een notering voor dit nummer.
3. ↑  Deze tabel is bijgewerkt tot en met de laatste editie (2024).